# 20th Anniversary Farewell Tour
20th Anniversary Farewell Tour («Gira de Despedida XX Aniversario») Fue una gira musical realizada por exmiembros de Rhapsody. Fue anunciada el 21 de noviembre de 2016 por los exmiembros Luca Turilli (fundador y compositor), Fabio Lione, Patrice Guers, Dominique Leurquin y Alex Holzwarth. Celebra el XX aniversario de Legendary Tales e incluye varias de sus canciones clásicas, junto con Symphony of Enchanted Lands íntegra.
Fabio, que había sido vocalista, dijo que el grupo no seguiría existiendo como tal, ya que el resto de miembros quería dedicarse a otro tipo de música. Alex Staropoli, teclista, no participa en esta gira, ya que quiere centrarse en el trabajo con su grupo actual.

## Conciertos
| Fecha                   | Localidad                | País                  | Recinto                                                          |
| ----------------------- | ------------------------ | --------------------- | ---------------------------------------------------------------- |
| Europa (calentamiento)  |                          |                       |                                                                  |
| 26 de abril de 2017     | Annecy                   | Francia               | Le Brise Glace                                                   |
| Latinoamérica           |                          |                       |                                                                  |
| 29 de abril de 2017     | Monterrey                | México                | Café Iguana                                                      |
| 30 de abril de 2017     | Ciudad de México         | México                | Circo Volador                                                    |
| 1 de mayo de 2017       | Guadalajara              | México                | C3 Stage                                                         |
| 3 de mayo de 2017       | Bogotá                   | Colombia              | Royal Center                                                     |
| 5 de mayo de 2017       | Santiago                 | Chile                 | Teatro Caupolicán                                                |
| 6 de mayo de 2017       | Río de Janeiro           | Brasil                | Vivo Rio                                                         |
| 7 de mayo de 2017       | São Paulo                | Brasil                | Tom Brasil                                                       |
| 10 de mayo de 2017      | Porto Alegre             | Brasil                | Opinião Bar                                                      |
| 11 de mayo de 2017      | Florianópolis            | Brasil                | John Bull                                                        |
| 12 de mayo de 2017      | Curitiba                 | Brasil                | Opera de Arame                                                   |
| 13 de mayo de 2017      | Belo Horizonte           | Brasil                | Music Hall                                                       |
| 14 de mayo de 2017      | Buenos Aires             | Argentina             | El Teatro Flores                                                 |
| Europa / Festivales     |                          |                       |                                                                  |
| 7 de junio de 2017      | Milán                    | Italia                | Alcatraz                                                         |
| 10 de junio de 2017     | Sölvesborg               | Suecia                | Sweden Rock Festival                                             |
| 17 de junio de 2017     | Dessel                   | Bélgica               | Graspop Metal Meeting                                            |
| 24 de junio de 2017     | Nummijärvi               | Finlandia             | Nummirock                                                        |
| 21 de julio de 2017     | Vinci                    | Italia                | Festa dell'Unicorno                                              |
| 11 de agosto de 2017    | Vagos                    | Portugal              | Vagos Metal Fest                                                 |
| 12 de agosto de 2017    | Villena                  | España                | Leyendas del Rock                                                |
| 2 de noviembre de 2017  | Moscú                    | Rusia                 | RED Club                                                         |
| Asia                    |                          |                       |                                                                  |
| 6 de noviembre de 2017  | Tokio                    | Japón                 | O-East                                                           |
| 8 de noviembre de 2017  | Nagoya                   | Japón                 | Club Quattro                                                     |
| 9 de noviembre de 2017  | Osaka                    | Japón                 | Club Quattro                                                     |
| 11 de noviembre de 2017 | Seúl                     | Corea del Sur         | MUV Hall                                                         |
| Latinoamérica           |                          |                       |                                                                  |
| 7 de enero de 2018      | São Paulo                | Brasil                | Tom Brasil                                                       |
| 10 de enero de 2018     | Salta                    | Argentina             | Teatro del Huerto                                                |
| 11 de enero de 2018     | Buenos Aires             | Argentina             | Groove                                                           |
| 13 de enero de 2018     | La Paz                   | Bolivia               | Teatro Al Aire Libre                                             |
| 14 de enero de 2018     | Lima                     | Perú                  | Teatro de la Uni                                                 |
| 16 de enero de 2018     | Santiago                 | Chile                 | Teatro Caupolicán                                                |
| 18 de enero de 2018     | San Salvador             | El Salvador           | Pabellón 3 Centro Internacional De Ferias Y Convenciones (CIFCO) |
| 20 de enero de 2018     | San José                 | Costa Rica            | Pepper Club                                                      |
| 21 de enero de 2018     | Bogotá                   | Colombia              | Metal Millennium                                                 |
| 23 de enero de 2018     | Medellín                 | Colombia              | Teatro Universidad de Medellín                                   |
| 24 de enero de 2018     | Cali                     | Colombia              | Teatro Jorge Isaacs                                              |
| 26 de enero de 2018     | Chihuahua                | México                | Expo Chihuahua                                                   |
| 27 de enero de 2018     | Monterrey                | México                | Café Iguana                                                      |
| 28 de enero de 2018     | Mérida                   | México                | Forum Mayan Hall                                                 |
| 30 de enero de 2018     | Ciudad de México         | México                | Circo Volador                                                    |
| América del Norte       |                          |                       |                                                                  |
| 1 de febrero de 2018    | Gran Turca               | Islas Turcas y Caicos | 70000 Tons of Metal                                              |
| 4 de febrero de 2018    | Gran Turca               | Islas Turcas y Caicos | 70000 Tons of Metal                                              |
| Europa                  |                          |                       |                                                                  |
| 17 de febrero de 2018   | Bolonia                  | Italia                | Zona Roveri                                                      |
| 18 de febrero de 2018   | Treviso                  | Italia                | New Age                                                          |
| 19 de febrero de 2018   | Roma                     | Italia                | Orion                                                            |
| 20 de febrero de 2018   | Milán                    | Italia                | Alcatraz                                                         |
| 21 de febrero de 2018   | Friburgo                 | Alemania              | Crash                                                            |
| 23 de febrero de 2018   | Eindhoven                | Países Bajos          | Effenaar                                                         |
| 24 de febrero de 2018   | Amberes                  | Bélgica               | Trix                                                             |
| 26 de febrero de 2018   | Londres                  | Reino Unido           | Islington Academy                                                |
| 28 de febrero de 2018   | Leeuwarden               | Países Bajos          | Neushoorn                                                        |
| 1 de marzo de 2018      | Bochum                   | Alemania              | Zeche                                                            |
| 2 de marzo de 2018      | Hamburgo                 | Alemania              | Grünspan                                                         |
| 4 de marzo de 2018      | Estocolmo                | Suecia                | Fryshuset                                                        |
| 6 de marzo de 2018      | Varsovia                 | Polonia               | Proxima                                                          |
| 8 de marzo de 2018      | Budapest                 | Hungría               | Barba Negra Club                                                 |
| 9 de marzo de 2018      | Zlín                     | República Checa       | Masters of Rock Café                                             |
| 10 de marzo de 2018     | Zvolen                   | Eslovaquia            | Rates Sports Hall                                                |
| 11 de marzo de 2018     | Regensburg-Obertraubling | Alemania              | Eventhall Airport                                                |
| 13 de marzo de 2018     | Múnich                   | Alemania              | Backstage                                                        |
| 14 de marzo de 2018     | Mannheim                 | Alemania              | MS Connexion Complex                                             |
| 15 de marzo de 2018     | Pratteln                 | Suiza                 | Z7                                                               |
| 16 de marzo de 2018     | Paris                    | Francia               | Trabendo                                                         |
| 17 de marzo de 2018     | Toulouse                 | Francia               | Metronum                                                         |
| 18 de marzo de 2018     | Barcelona                | España                | Razzmatazz 2                                                     |
| 20 de marzo de 2018     | Madrid                   | España                | La Riviera                                                       |

Conciertos cancelados
| Fecha prevista      | Localidad | País   | Recinto      |
| ------------------- | --------- | ------ | ------------ |
| 30 de julio de 2017 | Tel Aviv  | Israel | Bascula Club |

## Personnel
- Fabio Lione - vocalista
- Luca Turilli - guitarra líder, guitarra rítmica
- Dominique Leurquin - guitarra rítmica, guitarra líder
- Patrice Guers - bajo
- Alex Holzwarth - batería